# بروس س. كلارك
بروس س. كلارك (بالإنجليزية: Bruce Cooper Clarke)‏ هو عسكري أمريكي، ولد في 29 أبريل 1901 في آدامز في الولايات المتحدة، وتوفي في 17 مارس 1988 في واشنطن العاصمة في الولايات المتحدة.